# Spanish Town
Spanish Town (en anglès, literalment: 'Ciutat Espanyola') és una ciutat de Jamaica. La va fundar l'espanyol Francisco de Garay amb el nom de Nuestra Villa de la Santísima Señora de la Vega o Villa de la Vega, i va ser capital de Jamaica fins al segle xix, quan els anglesos van traslladar la capital de l'illa a Kingston. Aquesta ciutat serveix com a capital de la Parròquia de Saint Catherine, localitzada al Comtat de Middlesex.

## Població
A la ciutat hi viuen unes 170.359 persones, segons el cens de població de l'any 2010.